# Nyctemera amosa
Nyctemera amosa är en fjärilsart som beskrevs av Swinhoe 1903. Nyctemera amosa ingår i släktet Nyctemera och familjen björnspinnare. Inga underarter finns listade i Catalogue of Life.